# Джонстон, Майк (хоккейный тренер)
Майк Джо́нстон (англ. Mike Johnston; род. 19 февраля 1957, Дартмут) — канадский хоккейный тренер. В период с 2008 по 2024 годы Джонстон был главным тренером и генеральным менеджером клуба Западной хоккейной лиги «Портленд Уинтерхокс». До работы с «Портлендом» он был помощником главного тренера «Лос-Анджелес Кингз» и «Ванкувер Кэнакс», а в 2014—2016 годах уходил из клуба и был главным тренером «Питтсбург Пингвинз».

## Карьера
Выступал за Университет Брендона и Университет Акадия, а затем в возрасте 23 лет стал тренером. Сперва он тренировал колледж в провинции Альберта, а затем стал помощником главного тренера в Университете Калгари. В 1989 году занял пост главного тренера в Университете Нью-Брансуик и работал там до 1994 года.
В 1994 году он стал генеральным менеджером и помощником тренера Сборной Канады. Затем он провел шесть сезонов в роли помощника главного тренера «Ванкувер Кэнакс». После этого он занимал такую же должность в «Лос-Анджелес Кингз». С 2004 по 2008 год Майк был тренером и генеральным менеджером «Портленд Уинтерхокс» в западной хоккейной лиге, где он со своей статистикой 231-114-10-10 стал вторым в списке лучших тренеров в истории «Портленд Уинтерхокс».
Помимо этого, Джонстон имеет богатый опыт участия в международных соревнованиях. Входил в тренерский штаб сборной Канады на Чемпионатах мира 1995 (бронза), 1996 (серебро), 1997 (золото) и 2007 (золото). А также на молодёжных чемпионатах мира 1994 (золото) и 1995 (золото).

## Отстранение от должности
После расследований, проведенных Канадской хоккейной лигой, Джонстон был отстранен от работы в Западной хоккейной лиге в сезоне 2012/13, после того как выяснилось, что он предложил неправомерные преимущества игрокам и совершал различные нарушения в течение четырёх лет. В результате выявленных нарушений Джонстон был вынужден покинуть пост генерального менеджера и главного тренера Трэвису Грину. Дисквалификация Майка Джонстона закончилась в конце сезона.

## Тренерская статистика
| Портленд Уинтерхокс | 2009/10         | 72  | 42  | 25 | 91  | 63 | Поражение во втором раунде |  |  |  |  |  |
| Портленд Уинтерхокс | 2010/11         | 72  | 50  | 19 | 102 | 71 | Поражение в финале         |  |  |  |  |  |
| Портленд Уинтерхокс | 2011/12         | 72  | 49  | 19 | 101 | 70 | Поражение в финале         |  |  |  |  |  |
| Портленд Уинтерхокс | 2012/13         | 25  | 20  | 4  | 41  | 82 | --                         |  |  |  |  |  |
| Портленд Уинтерхокс | 2013/14         | 72  | 54  | 13 | 113 | 78 | Поражение в финале         |  |  |  |  |  |
| Портленд Уинтерхокс | Всего           | 313 | 205 | 80 | 448 | 73 | 4 участия в плей-офф       |  |  |  |  |  |
| Питтсбург Пингвинз  | 2014/2015       | 42  | 26  | 10 | 58  |    |                            |  |  |  |  |  |
| Питтсбург Пингвинз  | Всего           | 42  | 26  | 10 | 58  |    |                            |  |  |  |  |  |
| Всего в карьере     | Всего в карьере | 355 | 231 | 90 | 506 |    | 4 участия в плей-офф       |  |  |  |  |  |

## Личная жизнь
Жена Майка Джонстона—Мирна. У них есть двое детей: Адам и Габриэль. Племянники: Райан (играл в НХЛ), Джейкоб (играл в Датской хоккейной лиге), Стивен (играл в Гонконгской хоккейной лиге), Ребекка (трёхкратная олимпийская чемпионка) и Сара (играла в NCAA).
Джонстон имеет степень магистра в области coaching science Университета Калгари. Он соавтор трёх книг с хоккеистом НХЛ, комментатором и тренером Райаном Уолтером: Simply The Best: Insights and Strategies from Great Hockey Coaches (2007), Simply the Best: Players on Performance (2011) и Hockey Plays and Strategies (2018).